# Parafia Najświętszego Serca Jezusowego w Głogowie
Parafia Najświętszego Serca Jezusowego w Głogowie – rzymskokatolicka parafia, położona w dekanacie Głogów – św. Mikołaja, diecezji zielonogórsko-gorzowskiej, metropolii szczecińsko-kamieńskiej w Polsce, erygowana w 1958.

## Proboszczowie
- ks. Marian Cieślik (1958–1989)
- ks. Józef Drozd (1989–1991)
- ks. Jan Kraczoń (1991–2001)
- ks. Ryszard Klimek (2001–2016)
- ks. Tomasz Filiczkowski (2016–2020)
- ks. Zbigniew Zdanowicz (od 2020)